# Gauyín
Gauyín (en árabe: غوجيين‎, en francés: Ghougine) es una localidad marroquí perteneciente al municipio de Alcazarseguir, la región de Tánger-Tetuán-Alhucemas. Desde 1912 hasta 1956 perteneció a la zona norte del protectorado español de Marruecos.